# Петр (Троицкий)
Епископ Петр (в миру Платон Алексеевич Троицкий; 1811, Вологодская губерния — 10 [22] октября 1873) — епископ Русской православной церкви, епископ Аккерманский (1852—1873), викарий Кишинёвской епархии.

## Биография
Родился в 1811 году в семье священника Вологодской епархии.
В 1831 году окончил Владимирскую духовную семинарию.
7 октября 1835 году окончил Киевскую духовную академию со степенью магистра и определен профессором Киевской духовной семинарии.
10 апреля 1852 года пострижен в монашество, 13 апреля рукоположен во иеродиакона, а 17 апреля — во иеромонаха.
С 28 января 1853 года — инспектор Киевской духовной семинарии, в том же году 8 ноября возведён в сан архимандрита.
С 8 января 1857 года — ректор Киевской духовной семинарии и настоятель Киевского Николо-Пустынного монастыря.
С 15 июля 1858 года — настоятель посольской церкви в Константинополе.
С 23 августа 1860 года — настоятель посольской церкви в Афинах.
29 мая 1869 года хиротонисан во епископа Аккерманского, викария Кишинёвской епархии.
Несмотря на слабость здоровья и тяжкие недуги, мучившие его долгое время, до последнего дня своей жизни занимался делами, порученными его ведению. Оставил о себе память архипастыря благоговейного, доброго, трудолюбивого и участливого к горестям и нуждам ближних.
Скончался 10 октября 1873 года. Погребен в Курковском монастыре, настоятелем которого был.